# Chimarra tallawalla
Chimarra tallawalla là một loài Trichoptera trong họ Philopotamidae. Chúng phân bố ở miền Australasia.